# محمد والي أكيك
محمد والي أعكيك (مواليد 1950- ) هو رئيس الوزراء السابق للجمهورية العربية الصحراوية الديمقراطية، التي تتولى مطالبة المتنازع عليها على الصحراء الغربية. تم تعيين أعكيك في 4 فبراير 2018 من قبل الرئيس إبراهيم غالي، خلفًا لعبد القادر الطالب عمر، الذي كان يشغل منصب رئيس الوزراء منذ أواخر عام 2003.
ولد والي أعكيك في عام 1950 في العيون، عاصمة الجمهورية وكانت تسمى بالصحراء الإسبانية.